# X-Men (phim)
X-Men là phim điện ảnh siêu anh hùng của Mỹ năm 2000 dựa trên biệt đội siêu anh hùng cùng tên của Marvel Comics, do hãng 20th Century Fox phân phối. Phim do Bryan Singer đạo diễn và David Hayter chắp bút viết kịch bản, có sự tham gia của dàn diễn viên: Hugh Jackman, Patrick Stewart, Ian McKellen, Halle Berry, Famke Janssen, James Marsden, Bruce Davison, Rebecca Romijn-Stamos, Ray Park và Anna Paquin. Phim miêu tả một thế giới mà một lượng nhỏ dân số là Dị nhân/người đột biến; họ sở hữu các siêu năng lực và khiến cho người bình thường nghi ngờ. Cốt truyện tập trung vào hai dị nhân chính là Wolverine và Rogue khi họ bị kéo vào cuộc xung đột giữa hai nhóm có cách tiếp cận hoàn toàn khác nhau để đem đến sự chấp nhận của người đột biến: X-Men của Giáo sư Charles Xavier và Brotherhood of Mutants của Magneto.